# NWHL 1999/2000
Die Saison 1999/2000 war die zweite Spielzeit der National Women’s Hockey League (NWHL), der höchsten kanadischen Spielklasse im Fraueneishockey zu dieser Zeit. Die Beatrice Aeros besiegten im Meisterschaftsfinale die Sainte-Julie Panthères und sicherten sich damit den Meistertitel der NWHL.

## Teilnehmer
Die Liga startete mit neun Teilnehmern: Die Clearnet Lightning aus Durham wurden in die Liga aufgenommen und in die Western Division aufgenommen. In dieser spielten weiterhin die Beatrice Aeros, Brampton Thunder, Mississauga Chiefs und die Scarborough Sting, alle aus Ontario. In der Eastern Division spielten die Laval Le Mistral, Ottawa Raiders, Montréal Wingstar und die Sainte-Julie Panthères, Letztere spielten in der Saison 1998/99 als Montréal Jofa-Titan.

## Eastern Division
Die reguläre Saison begann am 11. September 1999.

### Reguläre Saison
| Pl. | Mannschaft             | Sp | S  | U  | N  | Tore    | Punkte |
| --- | ---------------------- | -- | -- | -- | -- | ------- | ------ |
| 1.  | Sainte-Julie Panthères | 35 | 20 | 7  | 8  | 109:068 | 47     |
| 2.  | Montréal Wingstar      | 35 | 18 | 10 | 7  | 116:062 | 46     |
| 3.  | Ottawa Raiders         | 35 | 9  | 6  | 20 | 061:109 | 24     |
| 4.  | Mistral de Laval       | 35 | 7  | 5  | 23 | 078:177 | 19     |

Abkürzungen: Pl. = Platz, Sp = Spiele, S = Siege, U = Unentschieden, N = Niederlagen

Erläuterungen: Playoff-Qualifikant

### Play-offs
Play-off-Halbfinale
Die Play-off-Halbfinalspiele wurden mit Hin- und Rückspiel ausgetragen
| Begegnungen                               | Serie | Hinspiel                                           | Rückspiel                                   |
| ----------------------------------------- | ----- | -------------------------------------------------- | ------------------------------------------- |
| Sainte-Julie Panthères – Laval Le Mistral | 2:0   | 4:0 (26. Februar, Colisée de Laval)                | 1:0 (1. März, Sainte-Julie)                 |
| Montréal Wingstar – Ottawa Raiders        | 2:0   | 4:1 (26. Februar, Barbara Ann Scott Arena, Ottawa) | 3:2 (27. Februar, Goerges-Mantha, Montréal) |

Serie um den 3. Platz
| Begegnungen                       | Serie | Hinspiel      | Rückspiel      |
| --------------------------------- | ----- | ------------- | -------------- |
| Ottawa Raiders – Laval Le Mistral | 1:1*  | 3:2 (4. März) | 1:3* (5. März) |

* Das Spiel wurde durch ein Tor in der Verlängerung für Laval Le Mistral entschieden
Play-off-Finale
| Begegnungen                                | Serie | Hinspiel                | Rückspiel     |
| ------------------------------------------ | ----- | ----------------------- | ------------- |
| Sainte-Julie Panthères – Montréal Wingstar | 1:1   | 6:0 (4. März, Montréal) | 1:2 (5. März) |

### Auszeichnungen
First All-Star Team
| Angriff:      | Caroline Ouellette (Montréal Wingstar) – Nancy Drolet (Sainte-Julie Panthères) – Annie Desrosiers (Laval Le Mistral) |
| Verteidigung: | Thérèse Brisson (Montréal Wingstar) – Isabelle Chartrand (Laval Le Mistral)                                          |
| Tor:          | Marie-France Morin (Ottawa Raiders)                                                                                  |

Second All-Star Team
| Angriff:      | Mai-Lan Lê (Sainte-Julie Panthères) – Isabelle Aubé (Ottawa Raiders) – Nadine Bourdeau (Ottawa Raiders) |
| Verteidigung: | Anik Bouchard (Laval Le Mistral) – Lyne Landry (Ottawa Raiders)                                         |
| Tor:          | Josée Cholette (Montréal Wingstar)                                                                      |

Auszeichnungen
| Auszeichnung        | Spieler                               | Team              |
| ------------------- | ------------------------------------- | ----------------- |
| Beste Torhüterin    | Marie-France Dansereau Josée Cholette | Montréal Wingstar |
| Beste Verteidigerin | Isabelle Chartrand                    | Laval Le Mistral  |
| Beste Stürmerin     | Caroline Ouellette                    | Montréal Wingstar |
| Topscorerin         | Caroline Ouellette                    | Montréal Wingstar |

## Western Division

### Reguläre Saison
| Pl. | Mannschaft         | Sp | S  | U | N  | Tore    | Punkte |
| --- | ------------------ | -- | -- | - | -- | ------- | ------ |
| 1.  | Beatrice Aeros     | 40 | 35 | 2 | 3  | 217:037 | 72     |
| 2.  | Brampton Thunder   | 40 | 29 | 6 | 5  | 208:064 | 64     |
| 3.  | Mississauga Chiefs | 40 | 21 | 6 | 13 | 133:079 | 48     |
| 4.  | Clearnet Lightning | 40 | 4  | 3 | 33 | 044:249 | 11     |
| 5.  | Scarborough Sting  | 40 | 3  | 3 | 34 | 049:170 | 9      |

Abkürzungen: Pl. = Platz, Sp = Spiele, S = Siege, U = Unentschieden, N = Niederlagen

Erläuterungen: Playoff-Qualifikant

### Play-offs
Halbfinale
Die Play-off-Spiele innerhalb der Divisionen wurden mit Hin- und Rückspiel ausgetragen.
| Begegnungen                           | Serie | Hinspiel                                      | Rückspiel                                        | Tie-Breaker                                |
| ------------------------------------- | ----- | --------------------------------------------- | ------------------------------------------------ | ------------------------------------------ |
| Brampton Thunder – Mississauga Chiefs | 2:1   | 1:4 (23. Februar, Hershey Centre Mississauga) | 2:1 (26. Februar, Brampton Sports Complex)       | 1:0 (26. Februar, Brampton Sports Complex) |
| Beatrice Aeros – Clearnet Lightning   | 2:0   | 7:0 (28. Februar, North York, Ice Gardens)    | 5:0 (29. Februar, Durham, Ajax Community Centre) | –                                          |

Das Halbfinale zwischen den Thunder und den Chiefs wurde durch einen zusätzlichen Tie-Breaker, der als Overtime gespielt wurde, zugunsten der Brampton Thunder entschieden.
Serie um Platz 3
| Begegnungen                             | Serie | Hinspiel | Rückspiel |
| --------------------------------------- | ----- | -------- | --------- |
| Mississauga Chiefs – Clearnet Lightning | 2:0   | : ()     | : ()      |

Finale
| Begegnungen                       | Serie | Hinspiel                                                    | Rückspiel                 |
| --------------------------------- | ----- | ----------------------------------------------------------- | ------------------------- |
| Beatrice Aeros – Brampton Thunder | 2:0   | 4:3 (4. März, Brampton Centre for Sports and Entertainment) | 4:2 (6. März, North York) |

Die Finalspiele wurde landesweit auf dem Women’s Television Network (WTN) übertragen.

### Auszeichnungen
First All-Star Team
| Angriff:      | Angela James (Beatrice Aeros) – Jayna Hefford (Brampton Thunder) – Amy Turek (Beatrice Aeros) |
| Verteidigung: | Geraldine Heaney (Beatrice Aeros) – Cheryl Pounder (Beatrice Aeros)                           |
| Tor:          | Kendra Fisher (Beatrice Aeros)                                                                |

Second All-Star Team 
| Angriff:      | Andria Hunter (Mississauga Chiefs) – Vicky Sunohara (Brampton Thunder) – Stephanie Kay (Beatrice Aeros) |
| Verteidigung: | Becky Kellar (Beatrice Aeros) – Nathalie Rivard (Mississauga Chiefs)                                    |
| Tor:          | Sami Jo Small (Brampton Thunder)                                                                        |

Auszeichnungen
| Auszeichnung        | Spieler                        | Team             |
| ------------------- | ------------------------------ | ---------------- |
| Beste Torhüterin    | Kendra Fisher Lauren Goldstein | Beatrice Aeros   |
| Beste Verteidigerin | Geraldine Heaney               | Beatrice Aeros   |
| Beste Stürmerin     | Angela James                   | Beatrice Aeros   |
| Topscorerin         | Karen Nystrom                  | Brampton Thunder |

## NWHL-Championship
Im März 2000 wurde die Meisterschaftstrophäe der NWHL der Öffentlichkeit präsentiert, der NWHL Champions Cup. Dieser wurde in Form eines Finalturniers zwischen den Playoff-Siegern der beiden Divisionen ausgespielt.
| Begegnungen                             | Punkte | Hinspiel                                                     | Rückspiel                                                    |
| --------------------------------------- | ------ | ------------------------------------------------------------ | ------------------------------------------------------------ |
| Sainte-Julie Panthères – Beatrice Aeros | 1:3    | 2:2 (18. März, Brampton Centre for Sports and Entertainment) | 0:1 (19. März, Brampton Centre for Sports and Entertainment) |

## Statistik

### Beste Scorerinnen
Quelle: toronto.edu; Abkürzungen: Sp = Spiele, T = Tore, V = Assists, Pkt = Punkte, SM = Strafminuten; Fett: Saisonbestwert
| Spieler            | Mannschaft             | Sp | T  | V  | Pkt | SM |
| ------------------ | ---------------------- | -- | -- | -- | --- | -- |
| Karen Nystrom      | Brampton Thunder       | 36 | 34 | 30 | 64  | 30 |
| Jayna Hefford      | Brampton Thunder       | 31 | 25 | 31 | 56  | 53 |
| Caroline Ouellette | Montréal Wingstar      | 25 | 26 | 27 | 53  | 6  |
| Vicky Sunohara     | Brampton Thunder       | 31 | 18 | 34 | 52  | 18 |
| Amy Turek          | Beatrice Aeros         | 38 | 26 | 25 | 51  | 20 |
| Geraldine Heaney   | Beatrice Aeros         | 37 | 13 | 38 | 51  | 18 |
| Andria Hunter      | Mississauga Chiefs     | 37 | 20 | 29 | 49  | 0  |
| Stephanie Kay      | Beatrice Aeros         | 39 | 22 | 26 | 48  | 64 |
| Jeanine Sobek      | Brampton Thunder       | 38 | 21 | 27 | 48  | 4  |
| Sommer West        | Beatrice Aeros         | 31 | 21 | 26 | 47  | 42 |
| Annie Desrosiers   | Laval Le Mistral       | 33 | 29 | 16 | 45  | 30 |
| Cherie Piper       | Beatrice Aeros         | 35 | 26 | 19 | 45  | 49 |
| Teresa Del Monte   | Brampton Thunder       | 38 | 14 | 31 | 45  | 28 |
| Angela James       | Beatrice Aeros         | 27 | 22 | 22 | 44  | 10 |
| Nancy Drolet       | Sainte Julie Pantheres | 29 | 26 | 17 | 43  | 16 |

### Beste Torhüterinnen
Quelle: toronto.edu; Abkürzungen: Sp = Spiele, Min = Eiszeit (in Minuten), S = Siege, U = Unentschieden, N = Niederlagen, GT = Gegentore, SO = Shutouts, GTS = Gegentorschnitt; Fett: Saisonbestwert
| Spieler            | Mannschaft             | Sp | Min     | S  | U  | N | GT | SO | GTS  |
| ------------------ | ---------------------- | -- | ------- | -- | -- | - | -- | -- | ---- |
| Kendra Fisher      | Beatrice Aeros         | 19 | 900:00  | 17 | 1  | 0 | 13 | 11 | 0,72 |
| Lauren Goldstein   | Beatrice Aeros         | 21 | 1000:00 | 16 | 2  | 2 | 23 | 7  | 1,14 |
| Sami Jo Small      | Brampton Thunder       | 21 | 1020:00 | 15 | 2  | 3 | 30 | 4  | 1,47 |
| Stacy Kellough     | Brampton Thunder       | 19 | 924:09  | 14 | 2  | 3 | 30 | 4  | 1,62 |
| Jen Dewar          | Mississauga Chiefs     | 22 | 995:59  | 12 | 6  | 3 | 35 | 3  | 1,75 |
| Josée Cholette     | Montréal Wingstar      | 31 | 1550:00 | 16 | 7  | 9 | 56 | 7  | 1,80 |
| Isabelle Leclaire  | Sainte-Julie Panthères | 14 | 640:28  | 9  | 2  | 2 | 25 | 2  | 1,95 |
| Marie-Claude Roy   | Sainte-Julie Panthères | 22 | 1059:32 | 11 | 6  | 4 | 43 | 5  | 2,02 |
| Stephanie Slade    | Mississauga Chiefs     | 22 | 998:53  | 9  | 7  | 3 | 42 | 4  | 2,10 |
| Marie-France Morin | Ottawa Raiders         | 21 | 1035:00 | 4  | 13 | 4 | 61 | 1  | 2,94 |